# 阿沃尔
阿沃尔（法語：Avord，法語發音：[avɔʁ]）是法国谢尔省的一个市镇，位于该省中部偏东，属于布尔日区。

## 地理
阿沃尔（47°1'59"N, 2°39'12"E）面积27.98 平方千米，位于法国中央-卢瓦尔河谷大区谢尔省，该省份为法国中部省份，北起卢瓦雷省，西接卢瓦-谢尔省和安德尔省，南至克勒兹省，东南接阿列省，东临涅夫勒省。
与阿沃尔接壤的市镇（或旧市镇、城区）包括：克朗河畔邦日、克罗斯、法尔日昂塞普泰讷、瑞西香槟、萨维尼昂塞普泰讷、博日。

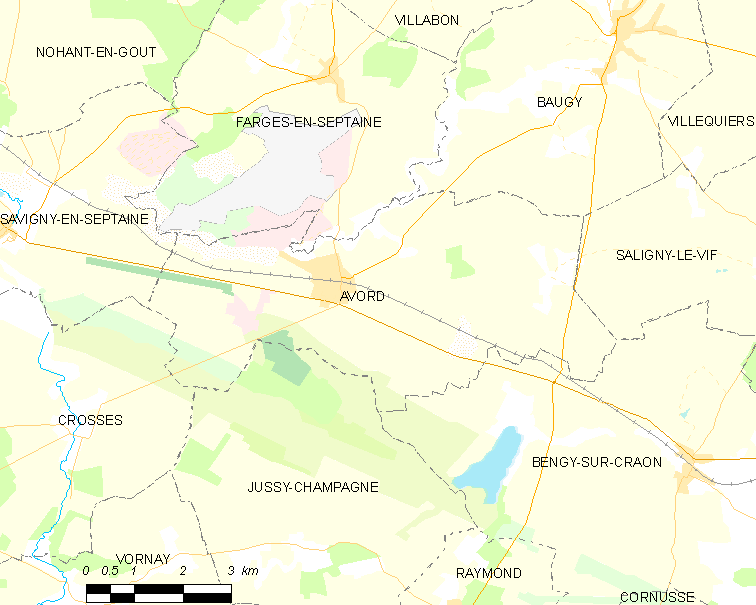
阿沃尔的OSM定位图

阿沃尔的时区为UTC+01:00、UTC+02:00（夏令时）。

## 行政
阿沃尔的邮政编码为18520，INSEE市镇编码为18018。

## 政治
阿沃尔所属的省级选区为阿沃尔县。

## 人口

1962-2008年间阿沃尔人口变化图示

阿沃尔于2022年1月1日时的人口数量为2908人。